# Abbaye d'Abingdon
L'abbaye d'Abingdon était une abbaye bénédictine située à Abingdon, historiquement dans le Berkshire.

## Histoire
Elle aurait été fondée en 675, mais le premier abbé historiquement attesté est Æthelwold de Winchester, au milieu du Xe siècle, qui restaure et agrandit l'abbaye. Abingdon devient ainsi l'un des centres majeurs de la réforme bénédictine anglaise.
Au cours du Moyen Âge, plusieurs personnalités de haut rang sont inhumées à Abingdon, parmi lesquelles :
- Sideman (mort en 977), évêque de Crediton
- Eadwine (mort en 982), ealdorman du Sussex
- Ælfric (mort en 1005), archevêque de Cantorbéry
- Robert d'Oilly (mort vers 1092), baron anglo-normand
- Marie de Waltham (morte en 1361), duchesse de Bretagne
- Marguerite de Windsor (morte en 1361), comtesse de Pembroke

Le dernier abbé, Thomas Pentecost (ou Rowland), est l'un des premiers abbés anglais à reconnaître l'Acte de suprématie promulgué par le roi Henri VIII : il signe la dissolution de l'abbaye d'Abingdon en 1538.
Les bâtiments de l'abbaye ont presque totalement disparu depuis, et il ne subsiste plus que certaines de ses dépendances. Le site abrite des arches en ruine qui sont en fait de fausses ruines du début du XXe siècle.

## Liste des abbés d'Abingdon
La liste traditionnelle des abbés commence par six noms qui sont très vraisemblablement fictifs : Hæha, Cumma, Hræthhun, Alhhard, Cynath et Godescealc.
- vers 955 – vers 964 : Æthelwold
- vers 964-984 : Osgar
- 985-990 : Eadwine
- 990-1016 : Wulfgar
- 1016-1018 : Æthelsige
- 1018-1030 : Æthelwine
- 1030-1044 : Siward
- vers 1044-1047/1048 : Æthelstan
- vers 1047/1048-1051 : Spearhafoc
- 1051-1052 : Rodulf
- 1052-1066 : Ordric
- 1066-1071 : Ealdred
- 1071-1083 : Adelelm
- 1084-1097 : Rainald
- 1100-1117 : Faritius (en)
- 1121-1130 : Vincent
- 1130-1159 : Ingulph
- 1159-1164 : Walkelin
- 1165-1175 : Godfrey de St Asaph (in commendam)
- 1175-1185 : Roger
- 1186-1189 : Alvred
- 1189/1190 – vers 1221 : Hugh
- 1221-1234 : Robert de Hendred (ou Henreth)
- 1234-1241 : Luke
- 1241-1256 : John de Blosmeville
- 1256-1260 : William de Newbury
- 1260-1261 : Henry de Frilford (ou Frilleford)
- 1261-1289 : Robert de Hendred
- 1289-1306 : Nicholas de Culham
- 1306-1315 : Richard de Bishops Cleeve
- 1315-1322 : John de Sutton
- 1322-1328 : John de Canyng (ou Canynges)
- 1328-1332 : Robert de Garford
- 1332-1335 : William de Cumnor (ou Comenor(e))
- 1335-1361 : Roger de Thame (ou Tame)
- 1361-1399 : Peter de Hanney
- 1401 : Richard de Salford
- 1415 : John Dorset
- 1421/1422-1427 : Richard Boxore
- 1427 : Thomas Salford
- 1428-1435 : Ralph Hamme
- 1435 : William Ashendon
- 1468 : John Sante
- 1496 : Thomas Rowland
- 1504 : Alexander Shottisbrook
- 1508 : John Coventry
- 1511/1512-1538 : Thomas Pentecost (ou Rowland)